# Arctanthemum
 Arctanthemum   (Tzvelev) Tzvelev, 1985 è un genere di piante angiosperme dicotiledoni della famiglia delle Asteraceae, sottofamiglia Asteroideae, tribù Anthemideae (Asian-southern African grade) e sottotribù Artemisiinae.

## Etimologia
Il nome del genere deriva dal greco antico: "Arktos" (= settentrionale) e "anthemon" (= fiore) e significa "fiore settentrionale".
Il nome scientifico del genere è stato definito dal botanico Nikolai Nikolaievich Tzvelev (1925-2015) nella pubblicazione " Novosti Sistematiki Vysshikh Rastenii. Moscow, Leningrad" ( Novosti Sist. Vyssh. Rast. 22: 274 ) del 1985.

## Descrizione

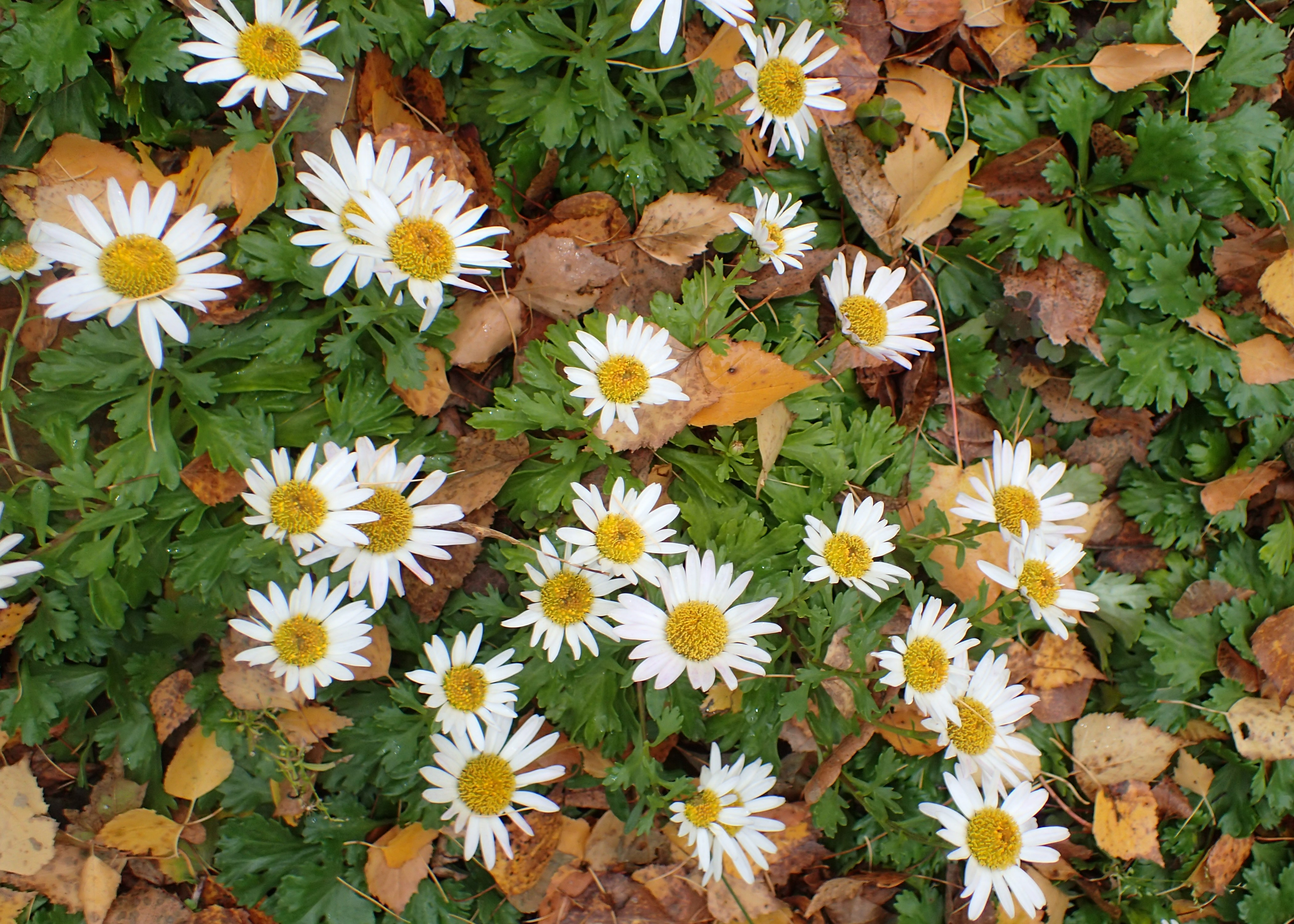
Il portamento
Arctanthemum arcticum

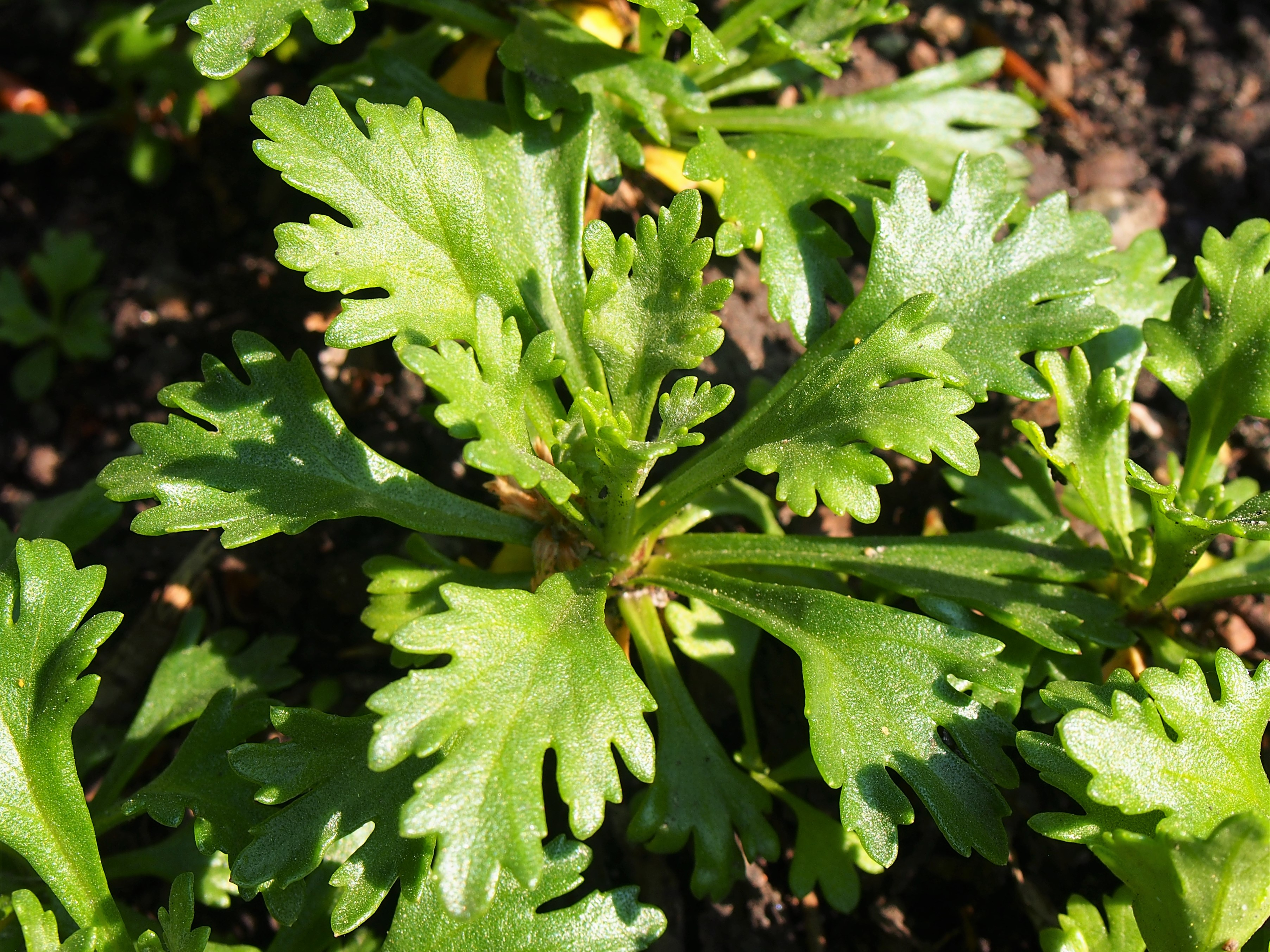
Le foglie
Arctanthemum arcticum

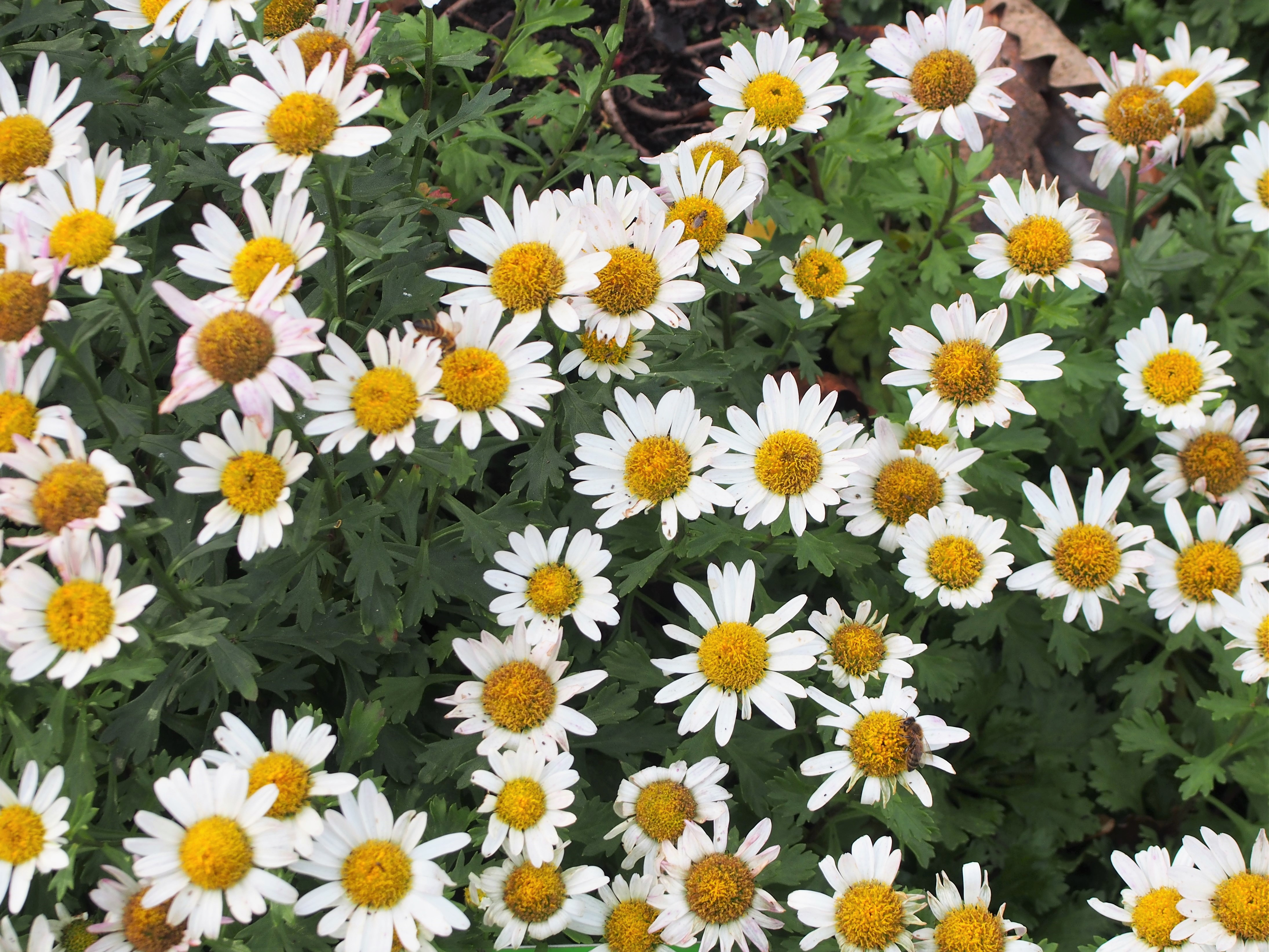
Infiorescenza
Arctanthemum arcticum

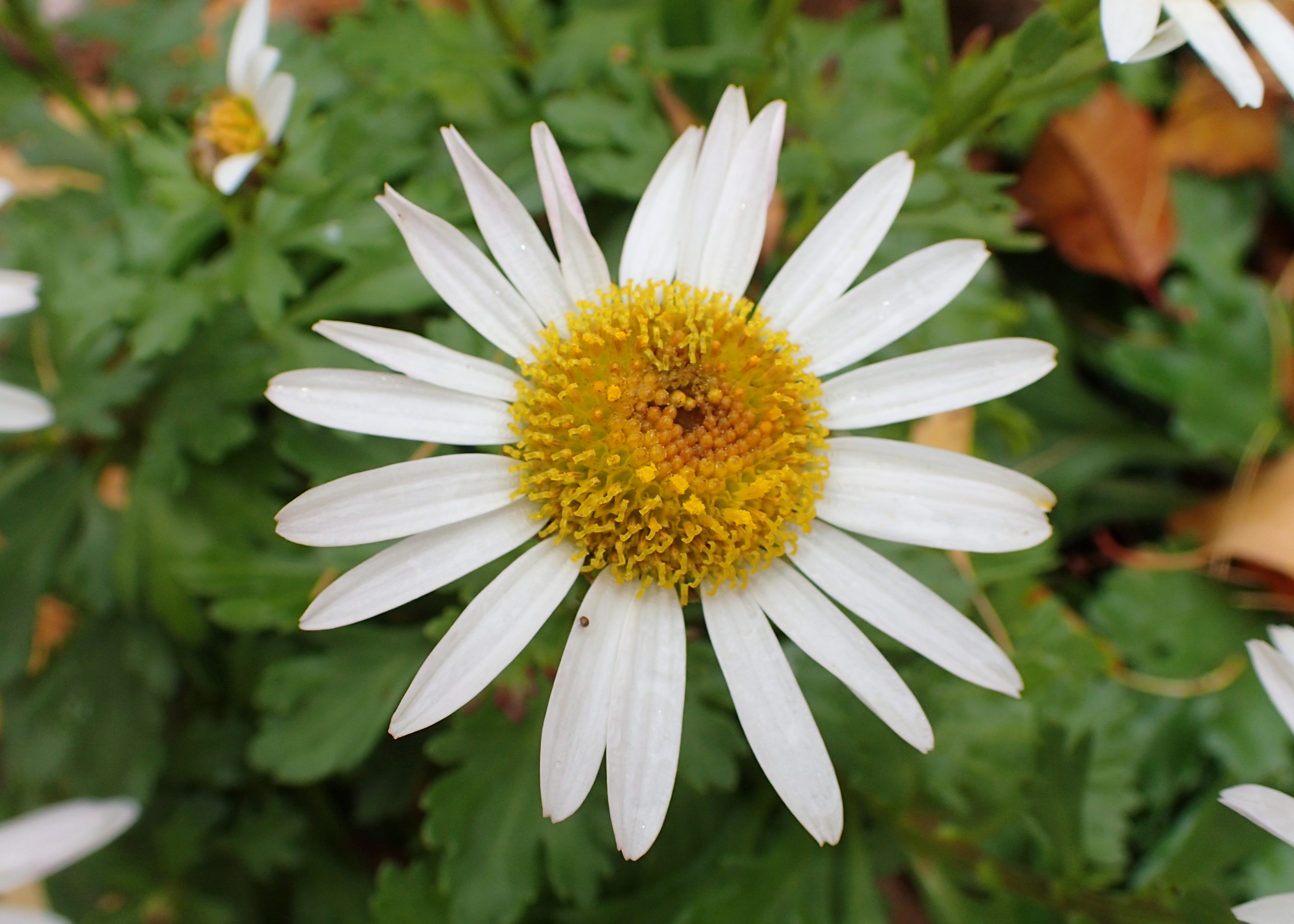
I fiori
Arctanthemum arcticum

Portamento. Le specie di questa genere sono erbe perenni. L'indumento è assente o consiste in brevi peli lanosi basifissi.
Fusto. La parte aerea in genere è eretta, semplice o ramosa. Quella sotterranea è rizomatosa. Altezza media: 5 - 40 cm.
Foglie. Le foglie lungo il caule sono disposte in modo sessile e alterno (quelle basali sono picciolate e rosulate) con lamina a 3 - 7 lobi o variamente sezionata apicalmente; la forma generale è a ventaglio, cuneata alla base; quelle distali sono strettamente lanceolate.
Infiorescenza. Le sinflorescenze sono formate da capolini solitari. Le infiorescenze vere e proprie sono composte da un capolino terminale peduncolato di tipo radiato. I capolini sono formati da un involucro, con forme da emisferiche a meniscoidi, composto da 25 - 34 brattee, al cui interno un ricettacolo fa da base ai fiori di due tipi: fiori del raggio e fiori del disco. Le brattee, piatte, con forme da lanceolate a oblunghe e a consistenza erbacea, sono disposte in modo più o meno embricato su più serie (da 3 a 4). Il ricettacolo, da conico a convesso (a forma di cupola), è sprovvisto di pagliette avvolgenti la base dei fiori. Le brattee al margine sono scariose e colorate di bruno scuro. Diametro dell'involucro: 13 - 29 mm.
Fiori.  I fiori sono tetra-ciclici (formati cioè da 4 verticilli: calice – corolla – androceo – gineceo) e pentameri (calice e corolla formati da 5 elementi). Si distinguono in:
- fiori del raggio (esterni): da 14 a 25 per capolino, sono femminili, fertili e sono disposti su una serie; la forma è ligulata (zigomorfa);
- fiori del disco (centrali): sono più numerosi (da 140 a 360) con forme brevemente tubulose (attinomorfe); sono ermafroditi fertili.

- Formula fiorale:

*/x K {\displaystyle \infty }, [C (5), A (5)], G 2 (infero), achenio
- Calice: i sepali del calice sono ridotti ad una coroncina di squame.

- Corolla:

- fiori del raggio: la forma della corolla alla base è più o meno tubulosa-imbutiforme, mentre all'apice è ligulata; la ligula può terminare con alcuni denti ed hanno delle forme lanceolate-ellittiche o da ellittiche a oblunghe o oblungo-lanceolate; il colore è bianco;
- fiori del disco: la forma è lungamente tubulare bruscamente divaricata in 5 lobi (le gole sono campanulate); i lobi, patenti, hanno una forma deltata; il colore in genere è giallo.

- Androceo: l'androceo è formato da 5 stami (alternati ai lobi della corolla) sorretti da filamenti generalmente liberi e sottili; gli stami sono connati e formano un manicotto circondante lo stilo. Le antere possono essere sia di tipo basifissa che medifissa (ossia attaccate al filamento per la base – nel primo caso; oppure in un punto intermedio – nel secondo caso).[13] Questa caratteristica ha valore tassonomico in quanto distingue i generi gli uni dagli altri. Normalmente le antere variano da ottuse (arrotondate) a leggermente appuntite alla base (o anche caudate); in alcune specie le appendici sono triangolari, lineari o ellittiche. Il tessuto endoteciale (rivestimento interno dell'antera) non è polarizzato. Il polline è sferico con un diametro medio di circa 25 micron;  è tricolporato (con tre aperture sia di tipo a fessura che tipo isodiametrica o poro) ed è più o meno echinato (con punte sporgenti).

- Gineceo: l'ovario è infero uniloculare formato da 2 carpelli. Lo stilo (il recettore del polline) è profondamente bifido (con due stigmi divergenti) e con le linee stigmatiche marginali separate o contigue. I due bracci dello stilo hanno una forma troncata e possono essere papillosi o ricoperti da ciuffi di peli.

Frutti. I frutti sono degli acheni senza pappo. Gli acheni hanno una forma da ellissoide a obovoide con 5 - 8 coste; l'apice in genere è arrotondato. Il pericarpo è privo di cellule mucillaginifere e sacche di resina.

## Biologia
Impollinazione: l'impollinazione avviene tramite insetti (impollinazione entomogama tramite farfalle diurne e notturne).

Riproduzione: la fecondazione avviene fondamentalmente tramite l'impollinazione dei fiori (vedi sopra).

Dispersione: i semi (gli acheni) cadendo a terra sono successivamente dispersi soprattutto da insetti tipo formiche (disseminazione mirmecoria). In questo tipo di piante avviene anche un altro tipo di dispersione: zoocoria. Infatti gli uncini delle brattee dell'involucro (se presenti) si agganciano ai peli degli animali di passaggio disperdendo così anche su lunghe distanze i semi della pianta. Inoltre per merito del pappo (se presente) il vento può trasportare i semi anche a distanza di alcuni chilometri (disseminazione anemocora).

## Distribuzione e habitat
Le specie di questo genere sono distribuite in America del Nord zone più settentrionali e Siberia.

## Sistematica
La famiglia di appartenenza di questa voce (Asteraceae o Compositae, nomen conservandum) probabilmente originaria del Sud America, è la più numerosa del mondo vegetale, comprende oltre 23.000 specie distribuite su 1.535 generi, oppure 22.750 specie e 1.530 generi secondo altre fonti (una delle checklist più aggiornata elenca fino a 1.679 generi). La famiglia attualmente (2021) è divisa in 16 sottofamiglie; la sottofamiglia Asteroideae è una di queste e rappresenta l'evoluzione più recente di tutta la famiglia.
Non tutte le checklist riconoscono questo genere.

### Filogenesi
Il gruppo di questa voce è descritto nella tribù Anthemideae, una delle 21 tribù della sottofamiglia Asteroideae). In base alle ultime ricerche nella tribù sono stati individuati (provvisoriamente) 4 principali lignaggi (o cladi): "Southern hemisphere grade", "Asian-southern African grade", "Eurasian grade" e "Mediterranean clade". Il genere  Arctanthemum  (insieme alla sottotribù Artemisiinae) è incluso nel clade Asian-southern African grade..
Da un punto di vista filogenetico il genere Arctanthemum, nell'ambito della sottotribù, occupa una posizione centrale e fa parte del "Ajania Group" e insieme al genere Ajania forma un "gruppo fratello".
I caratteri distintivi del genere sono:
- le foglie, glabre, sono variamente lobate o sezionate;
- il ricettacolo è glabro o sparsamente peloso;
- i fiori del raggio sono fertili;

Il numero cromosomico delle specie di questo genere è: 2n = 18 (specie poliploidi).
In base all'"orologio molecolare" questo genere ha iniziato a divergere circa 0,5 milioni di anni fa insieme ai generi  Ajania e Chrysanthemum.

### Elenco delle specie
Questo genere ha 3 specie:
- Arctanthemum arcticum (L.) Tzvelev
- Arctanthemum integrifolium  (Richardson) Tzvelev
- Arctanthemum kurilense  (Tzvelev) Tzvelev